# Пољица (Марина)
Пољица су насељено место у саставу општине Марина, Сплитско-далматинска жупанија, Република Хрватска.

## Историја
До територијалне реорганизације у Хрватској налазила су се у саставу старе општине Трогир.

## Становништво
На попису становништва 2011. године, Пољица су имала 681 становника.
| Број становника по пописима | Број становника по пописима | Број становника по пописима | Број становника по пописима | Број становника по пописима | Број становника по пописима | Број становника по пописима | Број становника по пописима | Број становника по пописима | Број становника по пописима | Број становника по пописима | Број становника по пописима | Број становника по пописима | Број становника по пописима | Број становника по пописима | Број становника по пописима |
| --------------------------- | --------------------------- | --------------------------- | --------------------------- | --------------------------- | --------------------------- | --------------------------- | --------------------------- | --------------------------- | --------------------------- | --------------------------- | --------------------------- | --------------------------- | --------------------------- | --------------------------- | --------------------------- |
| 1857                        | 1869                        | 1880                        | 1890                        | 1900                        | 1910                        | 1921                        | 1931                        | 1948                        | 1953                        | 1961                        | 1971                        | 1981                        | 1991                        | 2001                        | 2011                        |
| 0                           | 0                           | 20                          | 14                          | 16                          | 34                          | 0                           | 0                           | 36                          | 29                          | 34                          | 26                          | 158                         | 341                         | 551                         | 681                         |

Напомена: У 1991. настало је издвајањем дела подручја насеља Марина и дела подручја насеља Врсине. У 1857, 1869, 1921. и 1931. подаци су садржани у насељу Марина. До 1961. део података садржан је у насељу Врсине.

### Попис1991.
На попису становништва 1991. године, насељено место Пољица је имало 341 становника, следећег националног састава:
| Попис 1991.‍  | Попис 1991.‍  | Попис 1991.‍ | Попис 1991.‍ | Попис 1991.‍ |
| ------------ | ------------ | ----------- | ----------- | ----------- |
|              |              |             |             |             |
| Хрвати       | Хрвати       |             | 308         | 90,32%      |
| Југословени  | Југословени  |             | 2           | 0,58%       |
| Срби         | Срби         |             | 2           | 0,58%       |
| Црногорци    | Црногорци    |             | 1           | 0,29%       |
| Чеси         | Чеси         |             | 1           | 0,29%       |
| остали       | остали       |             | 1           | 0,29%       |
| неопредељени | неопредељени |             | 15          | 4,39%       |
| регион. опр. | регион. опр. |             | 3           | 0,87%       |
| непознато    | непознато    |             | 8           | 2,34%       |
| укупно: 341  |              |             |             |             |